# 辰巳孝太郎
辰巳 孝太郎（たつみ こうたろう、男性、1976年〈昭和51年〉8月21日 - ）は、日本の政治家、ラジオパーソナリティ、映画評論家。日本共産党所属の衆議院議員（1期）、日本共産党中央委員。元参議院議員（1期）。政治活動においては「たつみコータロー」表記を用いる。

## 略歴

### 出馬まで
大阪府大阪市西淀川区出身。「孝太郎」の「孝」は、父親が江戸時代初期に活躍した儒学者中江藤樹の著書「孝経啓蒙」に因んで名付けたという。大阪府立北野高等学校卒業後、「やりたいことを探して」単身アメリカ合衆国へ渡る。テネシー州のカーソン・ニューマン大学を経て、マサチューセッツ州ボストンのエマーソン大学映画学科に編入し卒業。
帰国後映像制作会社に入るが、国際連合ボランティアでコソボに赴任していた兄の求めに応じ、「コソボ高校生の日本招聘プロジェクト」事務局長に就く。
2001年（平成13年）9月のアメリカ同時多発テロ事件の後、アメリカ軍がアフガニスタンへの攻撃を開始したのを見て「憎しみは新たな憎しみしか生まない」と考え、日本共産党の「戦争に反対し平和の構築を訴えるスローガンにひかれ」、2002年に入党。大阪市此花区の市民団体「此花生活と健康を守る会」生活相談所長として多数の生活相談を請け負い、市民の生活実態を知る傍ら2003年、2007年、2011年の大阪府議会議員選挙に立候補したがいずれも落選。
その頃、既に大阪市会議員（日本共産党）となっていた清水忠史（清水ただし）をラジオパーソナリティとして再発掘したラジオ番組制作会社「ミッション・ブロードバンド」の社長に認められ、「ラジオ派遣村」（ラジオ大阪）に清水に代わって出演（2010年）したことをきっかけにラジオ界進出。2012 - 2013年、同局の映画紹介番組「ラジオシネマ Touch me!コータロー」でシネマナビゲーターの肩書を用い映画解説者を務める。

### 国政当選後
2013年の第23回参議院議員通常選挙で、「自民と対決、維新に痛打」をスローガンに掲げ、大阪府選挙区から初当選した（選挙区当選。東京都選挙区の吉良佳子、京都府選挙区の倉林明子と共に）。大阪選挙区での共産党候補の当選は、1998年の参院選（宮本岳志）以来15年振りとなった。2014年の日本共産党第26回大会で准中央委員（決議権のない委員）に選出。2017年の日本共産党第27回大会で中央委員に選出、第1回中央委員会総会で、常任幹部会委員に選ばれる。
2019年（令和元年）7月の第25回参議院議員通常選挙でも大阪府選挙区から出馬したが、立憲民主党公認候補で弁護士の亀石倫子と野党票が分散した結果、次点で落選した。
2022年（令和4年）7月の第26回参議院議員通常選挙にて大阪府選挙区から出馬するも5位で落選（定数4）。

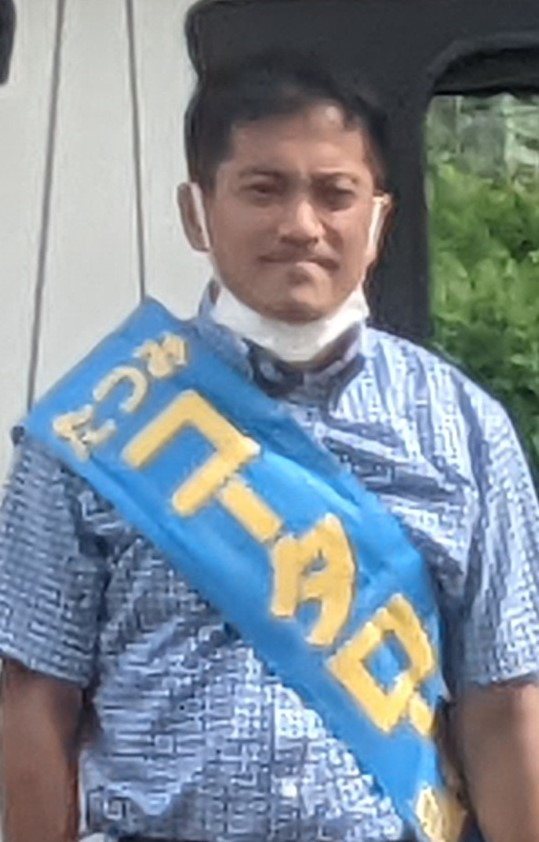
2022年6月、住道駅前にて

2023年1月7日、共産党等で構成される市民団体「明るい民主大阪府政をつくる会」が辰巳を4月9日投開票の大阪府知事選挙に擁立することを大阪市内での記者会見で発表し、無所属での立候補を表明したが、現職の吉村洋文に敗れた。
2024年（令和6年）10月の第50回衆議院議員総選挙では、共産党の比例近畿ブロック名簿単独第1位に登載され衆議院議員初当選。

## 政策・主張

### 憲法
- 憲法改正について、2013年の朝日新聞社、2019年の朝日新聞社、2022年のNHKのアンケートで「反対」と回答[14][15][16]。

- 9条改憲について、2013年、2022年の毎日新聞社のアンケートで「反対」と回答[17][18]。9条への自衛隊の明記について、2022年のNHKのアンケートで「反対」と回答[16]。

- 憲法を改正し緊急事態条項を設けることについて、2022年のNHKのアンケートで「反対」と回答[16]。

### 外交・安全保障
- 「集団的自衛権を行使できるよう、憲法解釈を見直すべきだ」との問題提起に対し、2013年の毎日新聞社のアンケートで「見直すべきではない」と回答[17]。

- 「他国からの攻撃が予想される場合には先制攻撃もためらうべきではない」との問題提起に対し、2013年、2019年のアンケートで「反対」と回答[14][15]。

- 敵基地攻撃能力を持つことについて、2022年のNHKのアンケートで「反対」と回答[16]。

- 「北朝鮮に対しては対話よりも圧力を優先すべきだ」との問題提起に対し、2013年のアンケートで「どちらかと言えば反対」と回答[14]。2019年のアンケートで「賛成」と回答[15]。

- 普天間基地の移設問題について、2013年の毎日新聞社のアンケートで「国外に移設すべき」と回答[17]。

- 日本による過去の植民地支配と侵略を認めて謝罪した「村山談話」の見直し論議について、2013年の毎日新聞社のアンケートで「見直すべきではない」と回答[17]。

- 従軍慰安婦に対する旧日本軍の関与を認めた「河野談話」の見直し議論について、2013年の毎日新聞社のアンケートで「見直すべきではない」と回答[17]。

- ロシアは2022年2月24日、ウクライナへの全面的な軍事侵攻を開始した[19]。日本政府が行ったロシアに対する制裁措置についてどう考えるかとの問いに対し、2022年のNHKのアンケートで「さらに強めるべきだ」と回答[16]。

- 2022年6月7日、政府は経済財政運営の指針「骨太方針」を閣議決定した。NATO加盟国が国防費の目標としている「GDP比2％以上」が例示され、防衛力を5年以内に抜本的に強化する方針が明記された[20]。「防衛費を今後どうしていくべきだと考えるか」との問いに対し、2022年のNHKのアンケートで「大幅に減らすべき」と回答[16]。

- 徴用工訴訟問題や慰安婦問題などをめぐり日韓の対立が続くなか、関係改善についてどう考えるかとの問いに対し、2022年の毎日新聞社のアンケートで「日本政府がより譲歩すべきだ」と回答[18]。

### ジェンダー
- 選択的夫婦別姓制度の導入について、2019年、2022年のアンケートで「賛成」と回答[15][16]。

- 同性婚を可能とする法改正について、2019年、2022年のアンケートで「賛成」と回答[15][16]。

- クオータ制の導入について、2022年のアンケートで「賛成」と回答[16]。

### 部落問題
- 2016年12月9日、第192回国会で部落差別の解消の推進に関する法律案（衆議院提出）に反対票を投じた[21]。

### その他
- 「治安を守るためにプライバシーや個人の権利が制約されるのは当然だ」との問題提起に対し、2013年、2019年のアンケートで「反対」と回答[14][15]。

- 永住外国人への地方参政権付与について、2013年のアンケートで「賛成」と回答[14]。

- 首相の靖国神社参拝について、2013年のアンケートで「反対」と回答[14]。

- アベノミクスについて、2019年のアンケートで「評価しない」と回答[15]。

- 消費税率を10％より高くすることについて、2019年のアンケートで「反対」と回答[15]。

- 統合型リゾート（IR）の大阪湾・夢洲への誘致について、2022年のアンケートで「反対」と回答[16]。

## 人物像

### スポーツ
小学時代は水泳と野球を経験。中学及び高校時代はラグビー部に所属。北野高校ラグビー部では、大阪維新の会代表など務めた橋下徹の7学年後輩に当たる。

### 趣味
子供の頃から映画好きで、現在も映画鑑賞が趣味。好きな映画は「ゴッドファーザー1」、「バック・トゥ・ザ・フューチャー」、「パルプ・フィクション」。DVD鑑賞ではなく、映画館に行きポップコーンとコーラを飲食しながら鑑賞するのが「お気に入りのスタイル」で、「いつかは自分で撮りたいと思っている」。また、格闘技観戦の趣味もある。
米国留学中、長距離バスを利用し大陸横断旅行に出る。帰国後もバックパッカーとして、アジア・ヨーロッパを巡った。

### 言語
ラジオパーソナリティとしては清水ただしと同様丁寧な共通語を京阪式アクセントで話す。また、英語は渡米後習得したものであるという。

## 親族
父は大阪市会議員（日本共産党・西淀川区）を務めた辰巳正夫。妻との間に一女、二男。

## 出演作品

### ラジオ
- 『ラジオ派遣村』（ラジオ大阪〈大阪放送〉） - 2010年
- 『ラジオシネマ Touch me!コータロー』（大阪放送） - 2012年-2013年

### Web・映像作品
- 『清水ただしの派遣村TV』 - Web番組
- 『つっぱしれ!コータロー』 - DVD、2010年

### 映画
- 劇場版 センキョナンデス（2023年2月18日、監督：ダースレイダー、プチ鹿島）

## 選挙歴
| 当落 | 選挙                     | 執行日         | 年齢 | 選挙区             | 政党       | 得票数     | 得票率 | 定数 | 得票順位 /候補者数 | 政党内比例順位 /政党当選者数 |
| ---- | ------------------------ | -------------- | ---- | ------------------ | ---------- | ---------- | ------ | ---- | ------------------ | ---------------------------- |
| 落   | 2003年大阪府議会議員選挙 | 2003年4月13日  | 28   | 大阪市此花区選挙区 | 日本共産党 | 1万559票   | 40.52% | 1    | 2/2                | /                            |
| 落   | 2007年大阪府議会議員選挙 | 2007年4月8日   | 32   | 大阪市此花区選挙区 | 日本共産党 | 9637票     | 41.55% | 1    | 2/3                | /                            |
| 落   | 2011年大阪府議会議員選挙 | 2011年4月10日  | 36   | 大阪市此花区選挙区 | 日本共産党 | 1万265票   | 38.01% | 1    | 2/3                | /                            |
| 当   | 第23回参議院議員通常選挙 | 2013年07月21日 | 36   | 大阪府選挙区       | 日本共産党 | 46万8904票 | 12.79% | 4    | 4/11               | /                            |
| 落   | 第25回参議院議員通常選挙 | 2019年07月21日 | 42   | 大阪府選挙区       | 日本共産党 | 38万1854票 | 10.93% | 4    | 5/12               | /                            |
| 落   | 第26回参議院議員通常選挙 | 2022年07月10日 | 45   | 大阪府選挙区       | 日本共産党 | 33万7467票 | 9.03%  | 4    | 5/18               | /                            |
| 落   | 2023年大阪府知事選挙     | 2023年4月9日   | 46   | ーー               | 無所属     | 26万3355票 | 8.0%   | 1    | 3/6                | /                            |
| 当   | 第50回衆議院議員総選挙   | 2024年10月27日 | 48   | 比例近畿ブロック   | 日本共産党 | ーー票     | ーー   | 28   | /                  | 1/2                          |